# 중핵시
중핵시(일본어: 中核市)는 《일본 지방자치법》 제12장 제1절 제252조의 22 제1항의 규정에 기하여 정령으로 지정된 일본의 시이다. 정령지정도시가 관할할 수 있는 사무 중 도도부현이 담당하는 것이 적당한 사무를 제외한 기타 생활·복지 등의 사무를 담당할 수 있다. 중핵시가 되려면 인구 30만 이상이어야 하며 시 의회와 도도부현 의회의 의결을 거쳐 정령으로 지정된다. 중핵시 설치 기준은 제도 설립 이후 점차 완화되었다.

## 중핵시의 설치 기준
중핵시가 되려면 인구 20만 이상이어야 하며 시 의회와 도도부현 의회의 의결을 거쳐 정령으로 지정된다. 중핵시 설치 기준은 제도 설립 이후 점차 완화되었다.

### 1995년 기준
- 1995년 4월 1일 (제도 지정 당시.)
  1. 인구 30만 이상.
  2. 면적 100 제곱킬로미터 이상.
  3. 인구가 10만 이상 50만 미만일 경우, 주간 인구가 야간 인구(상주 인구)보다 많을 것.

### 2000년 기준
- 2000년 4월 1일 (주야간 인구 차이에 대한 요건을 폐지.)
  1. 인구 30만 이상.
  2. 면적 100 제곱킬로미터 이상.

### 2002년 기준
- 2002년 4월 1일 (인구가 50만 명 이상인 도시의 면적 요건을 폐지.)
  1. 인구가 30만 이상.
  2. 인구가 30만 이상 50만 미만일 경우에는 면적이 100 제곱킬로미터 이상.

### 2006년 기준
- 2006년 6월 7일 (면적 기준을 폐지.)
  1. 인구 30만 명이상.

## 중핵시 지정 도시

### 현재 중핵시로 지정된 도시
2017년 1월 1일 기준으로, 58개 시가 중핵시로 지정되어 있다.
| 지방          | 도도부현   | 중핵시         | 지정일                          | 기타                             |
| ------------- | ---------- | -------------- | ------------------------------- | -------------------------------- |
| 홋카이도 지방 | 홋카이도   | 아사히카와시   | 2000년 4월 1일                  |                                  |
| 홋카이도 지방 | 홋카이도   | 하코다테시     | 2005년 10월 1일                 | 2005년 9월 30일까지 특례시였음.  |
| 도호쿠 지방   | 아오모리현 | 아오모리시     | 2006년 10월 1일                 |                                  |
| 도호쿠 지방   | 아오모리현 | 하치노헤시     | 2017년 1월 1일                  | 2016년 12월 31일까지 특례시였음. |
| 도호쿠 지방   | 이와테현   | 모리오카시     | 2008년 4월 1일                  | 2008년 3월 31일까지 특례시였음.  |
| 도호쿠 지방   | 아키타현   | 아키타시       | 1997년 4월 1일                  |                                  |
| 도호쿠 지방   | 후쿠시마현 | 고리야마시     | 1997년 4월 1일                  |                                  |
| 도호쿠 지방   | 후쿠시마현 | 이와키시       | 1999년 4월 1일                  |                                  |
| 간토 지방     | 도치기현   | 우쓰노미야시   | 1996년 4월 1일                  |                                  |
| 간토 지방     | 군마현     | 마에바시시     | 2009년 4월 1일                  | 2009년 3월 31일까지 특례시였음.  |
| 간토 지방     | 군마현     | 다카사키시     | 2011년 4월 1일                  | 2011년 3월 31일까지 특례시였음.  |
| 간토 지방     | 사이타마현 | 가와고에시     | 2003년 4월 1일                  |                                  |
| 간토 지방     | 사이타마현 | 고시가야시     | 2015년 4월 1일                  | 2015년 3월 31일까지 특례시였음.  |
| 간토 지방     | 지바현     | 후나바시시     | 2003년 4월 1일                  |                                  |
| 간토 지방     | 지바현     | 가시와시       | 2008년 4월 1일                  |                                  |
| 간토 지방     | 도쿄도     | 하치오지시     | 2015년 4월 1일                  |                                  |
| 간토 지방     | 가나가와현 | 요코스카시     | 2001년 4월 1일                  |                                  |
| 주부 지방     | 도야마현   | 도야마시       | (1996년 4월 1일) 2005년 4월 1일 | 신설합병으로 재지정.             |
| 주부 지방     | 이시카와현 | 가나자와시     | 1996년 4월 1일                  |                                  |
| 주부 지방     | 나가노현   | 나가노시       | 1999년 4월 1일                  |                                  |
| 주부 지방     | 기후현     | 기후시         | 1996년 4월 1일                  |                                  |
| 주부 지방     | 아이치현   | 도요타시       | 1998년 4월 1일                  |                                  |
| 주부 지방     | 아이치현   | 도요하시시     | 1999년 4월 1일                  |                                  |
| 주부 지방     | 아이치현   | 오카자키시     | 2003년 4월 1일                  |                                  |
| 긴키 지방     | 시가현     | 오쓰시         | 2009년 4월 1일                  | 2009년 3월 31일까지 특례시였음.  |
| 긴키 지방     | 오사카부   | 다카쓰키시     | 2003년 4월 1일                  |                                  |
| 긴키 지방     | 오사카부   | 히가시오사카시 | 2005년 4월 1일                  |                                  |
| 긴키 지방     | 오사카부   | 도요나카시     | 2012년 4월 1일                  | 2012년 3월 31일까지 특례시였음.  |
| 긴키 지방     | 오사카부   | 히라카타시     | 2014년 4월 1일                  | 2014년 3월 31일까지 특례시였음.  |
| 긴키 지방     | 효고현     | 히메지시       | 1996년 4월 1일                  |                                  |
| 긴키 지방     | 효고현     | 니시노미야시   | 2008년 4월 1일                  |                                  |
| 긴키 지방     | 효고현     | 아마가사키시   | 2009년 4월 1일                  | 2009년 3월 31일까지 특례시였음.  |
| 긴키 지방     | 나라현     | 나라시         | 2002년 4월 1일                  |                                  |
| 긴키 지방     | 와카야마현 | 와카야마시     | 1997년 4월 1일                  |                                  |
| 주고쿠 지방   | 오카야마현 | 구라시키시     | 2002년 4월 1일                  |                                  |
| 주고쿠 지방   | 히로시마현 | 구레시         | 2016년 4월 1일                  | 2016년 3월 31일까지 특례시였음.  |
| 주고쿠 지방   | 히로시마현 | 후쿠야마시     | 1998년 4월 1일                  |                                  |
| 주고쿠 지방   | 야마구치현 | 시모노세키시   | 2005년 10월 1일                 | 2005년 9월 30일까지 특례시였음.  |
| 시코쿠 지방   | 가가와현   | 다카마쓰시     | 1999년 4월 1일                  |                                  |
| 시코쿠 지방   | 에히메현   | 마쓰야마시     | 2000년 4월 1일                  |                                  |
| 시코쿠 지방   | 고치현     | 고치시         | 1998년 4월 1일                  |                                  |
| 규슈 지방     | 후쿠오카현 | 구루메시       | 2008년 4월 1일                  | 2008년 3월 31일까지 특례시였음.  |
| 규슈 지방     | 나가사키현 | 사세보시       | 2016년 4월 1일                  | 2016년 3월 31일까지 특례시였음.  |
| 규슈 지방     | 나가사키현 | 나가사키시     | 1997년 4월 1일                  |                                  |
| 규슈 지방     | 오이타현   | 오이타시       | 1997년 4월 1일                  |                                  |
| 규슈 지방     | 미야자키현 | 미야자키시     | 1998년 4월 1일                  |                                  |
| 규슈 지방     | 가고시마현 | 가고시마시     | 1996년 4월 1일                  |                                  |
| 규슈 지방     | 오키나와현 | 나하시         | 2013년 4월 1일                  |                                  |

### 과거에 중핵시었던 도시
- 시즈오카시 (시즈오카현)
1996년 4월 1일 지정, 2003년 4월 1일에 시미즈 시를 합병하여 재지정. 2005년 4월 1일에 정령지정도시가 됨.
- 사카이시 (오사카부)
1996년 4월 1일 지정, 2006년 4월 1일에 정령지정도시가 됨.
- 니가타시 (니가타현)
1996년 4월 1일 지정, 2007년 4월 1일에 정령지정도시가 됨.
- 하마마쓰시 (시즈오카현)
1996년 4월 1일 지정, 2007년 4월 1일에 정령지정도시가 됨.
- 오카야마시 (오카야마현)
1996년 4월 1일 지정, 2009년 4월 1일에 정령지정도시가 됨.
- 사가미하라시 (가나가와현)
2003년 4월 1일 지정, 2010년 4월 1일에 정령지정도시가 됨.
- 구마모토시 (구마모토현)
1996년 4월 1일 지정, 2012년 4월 1일에 정령시정도시가 됨.

### 중핵시를 목표로 하는 도시
- 나가오카시 (니가타현)
추계 인구: 27만 9102명. (2010년 1월 1일 기준.)

- 후쿠이시 (후쿠이현)
추계 인구: 26만 7420명. (2010년 1월 1일 기준.)

### 현재 이행을 목표로 하고 있는 시
2021년 4월 1일 현재 중핵시 이행을 목표로 하고 있는 후보를 두고 있는 시는 이하의 10곳이다.
- 이바라키현 쓰쿠바시
- 사이타마현 도코로자와시
- 사이타마현 가스카베시
- 사이타마현 소카시
- 가나가와현 후지사와시
- 시즈오카현 후지시
- 아이치현 가스가이시
- 미에현 쓰시
- 미에현 욧카이치시
- 사가현 사가시

### 지정 요건을 충족한 도시
인구 30만 명 이상이지만, 중핵시로 지정되지 않은 도시의 목록으로, 지정이 예정되었거나 검토 중인 도시는 제외함. (※ 표시는 특례시.)
| - 가와구치시 (사이타마현) ※ - 도코로자와시 (사이타마현) ※ - 히라카타시 (오사카부) ※ | - 마치다시 (도쿄도) - 마쓰도시 (지바현) - 이치카와시 (지바현) - 후지사와시 (가나가와현) |

## 같이 보기
- 일본의 정령지정도시
- 도쿄 23구
- 일본의 특례시
- 대한민국의 특례시
- 시